# Cratere Prager
Prager è un cratere lunare di 53,9 km situato nella parte sud-occidentale della faccia nascosta della Luna.